# Les Allumettes suédoises (films)
Ne doit pas être confondu avec David Olivier ou David Oliver.

Les Allumettes suédoises est une trilogie télévisée, réalisée en 1995 par Jacques Ertaud d'après le roman Les Allumettes suédoises de Robert Sabatier. 
La trilogie se compose de trois épisodes : 
1. David et Olivier ;
2. Trois Sucettes à la menthe ;
3. Les Noisettes sauvages.

La première partie est diffusée le 4 mars 1996.
Les coscénaristes sont Bernard Revon, François Velle et Robert Sabatier (d'après ses romans autobiographiques).

## Résumé
À Paris en 1930, Olivier Châteauneuf, 10 ans, vagabonde avec son ami David à travers le quartier Montmartre. Ils se livrent à « la Guerre des gosses » avec les « gougnafiers ». Olivier vit seul avec sa mère Virginie, la mercière du quartier. Depuis peu, un homme fraîchement sorti de prison, Privat, rôde dans le quartier. Il séduit Olivier en lui offrant un précieux Louis d’or et des allumettes suédoises. Un matin, la mère d'Olivier ne se réveille pas ; c’est le drame pour Olivier qui réalise qu’il est orphelin. Sa vie bascule. Recueilli par ses cousins qui vivent non loin de là, il peut toutefois rester dans son cher quartier. Passent les jours, puis les semaines. La rue devient son territoire. Une nouvelle existence commence avec ses compagnons : Mado, Bougras, l’Araignée, Privat, Marceau, qui lui font alors découvrir l’amitié et l’amour.
Entre Olivier et son cousin Marceau, des liens d'amitié puissants se forgent malgré leurs différences. Marceau est le seul qui sache le consoler lors des séparations et des trahisons successives. C'est encore Marceau qui le soutient lorsque Olivier, après avoir appris de sa tante Victoria qui est réellement Privat, se réfugie sur la Butte.
À la suite de son renvoi du pensionnat, Olivier devient apprenti forgeron chez ses grands-parents, à Saugues, en Auvergne, ce qui le rapproche encore de Marceau, qui est immobilisé en sanatorium après une grave rechute. Vu l'insistance d'Olivier pour savoir la vérité sur Privat et sa mère, son entourage se met à parler à demi-mot. Finalement, c'est Privat qui lui révèle qu’il était le premier mari de sa mère et que le père d'Olivier était son meilleur ami…

## Distribution
- Naël Marandin : Olivier Châteauneuf
- Robert Sabatier : dans son propre rôle, Olivier Châteauneuf
- Anne Jacquemin : Virginie Châteauneuf
- Olivier Sitruk : Marceau
- Sylvain Thoirey : David Zober
- Adriana Asti : Victoria
- Isabelle Leprince: Mado
- Rüdiger Vogler (VF : Michel Creton) : Henri
- Carole Agostini : Julienne
- Daniel Rialet : Jean
- Martine Guillaud: Elodie
- Regina Bianchi : Mémé, sous le nom Régina Bianchi
- Paul Crauchet : Pépé
- Jean-François Garreaud : André Privat
- Klaus Mikoleit (VF : Dominique Paturel) : Dr Lehman
- Jean Lescot : Isaac Zober
- Attica Guedj : Esther Zober
- Philippe Clay : l'Araignée
- Dora Doll : Albertine Huque
- Idriss : le patron du Lapin Agile
- Maurice Barrier : Bougras
- Paul Le Person : Gastounet
- Paulette Frantz : La concierge
- Jean-Marie Juan : Victor
- Samuel Dupuy : Anatole
- Romain Redler : Grain de sel
- Charles Redon : Loulou
- Antoine Hauguel : Riri
- Bruno Sanches : Capdeverre
- Jacques Perrin : Le narrateur